# John Maeda
John Maeda (Seattle, 1º gennaio 1966) è un designer, insegnante e batterista statunitense.

## Biografia
Dal 2008 al 2013 è stato Rettore della Rhode Island School of Design. Il suo lavoro nel campo del design e della tecnologia è incentrato sull'area in cui questi due ambiti si intersecano.
Maeda era originariamente uno studente di ingegneria informatica presso il Massachusetts Institute of Technology (MIT) quando fu affascinato dal lavoro di Paul Rand e Muriel Cooper. Cooper era il direttore di un workshop sul linguaggio visuale presso il MIT. Dopo aver conseguito una laurea e un master presso il MIT, Maeda ha studiato in Giappone alla Tsukuba University's Institute of Art and Design per completare il suo dottorato in design.
Nel 1999 è stato nominato come una delle 21 persone più importanti nel XXI secolo da Esquire. Nel 2001 ha ricevuto il National Design Award for Communication Design negli Stati Uniti e il Mainichi Design Prize in Giappone.
Attualmente Maeda sta lavorando a SIMPLICITY, un progetto di ricerca destinato a trovare vie per semplificare la vita delle persone rispetto alla crescente complessità. La sua ricerca lo ha condotto a pubblicare il best seller "Le leggi della semplicità".
Vive a Lexington, Massachusetts, con sua moglie Kris e le sue cinque figlie.

## Prefazioni e presentazioni a cura di John Maeda
- "Le leggi della Pienezza" di Rich Gold, presentazione di John Maeda, traduzione dall'inglese di Ester Borgese, 2008 Pearson Paravia Bruno Mondadori S.p.A.